# Венеційсько-візантійська війна (1296—1302)
Венеційсько-візантійська 1296—1302 років — війна між Венеційською республікою та відновленою Візантійською імперією Палеологів, що була значною мірою спровокована венеційсько-генуезькою Війною Курцоли 1294—1299 років.

## Передумови
У 1296 році місцеві генуезькі жителі Константинополя зруйнували венеційський квартал і вбили багатьох мирних жителів Венеції. Попри візантійсько-венеційський договір 1285 року, візантійський імператор Андронік II Палеолог негайно підтримав своїх генуезьких союзників і заарештував венеційців, що пережили різанину, зокрема венеційського байло Марко Бембо.
Венеція погрожувала війною Візантійській імперії, вимагаючи репарацій за завдані їй збитки та образи. У липні 1296 року венеційський флот під командуванням Руджеро Морозіні Малабранка штурмував Босфор. Під час кампанії були захоплені різні генуезькі володіння в Середземному і Чорному морях, в тому числі місто Фокея. Також була спалена генуезька колонія Галата, розташована через Золотий Ріг від візантійської столиці. Однак імператор на цьому етапі вважав за краще уникнути війни.

## Історія
Відкрита війна між Венецією та Візантією почалася лише після битви при Курцолі та закінчення війни з Генуєю за Міланським договором 1299 року, який надав Венеції свободу в продовженні війни проти греків. Венеційський флот, посилений каперами, почав захоплювати різні візантійські острови в Егейському морі, багато з яких були завойовані візантійцями у латинських володарів приблизно двадцять років тому.
З квітня 1301 р. візантійські посли були направлені до Венеції для мирних переговорів, але марно. У липні 1302 року венеційський флот з двадцятьма вісьмома галерами прибув до самого Константинополя і влаштував демонстрацію сили: адмірал Беллетто Джустініан наказав на очах у жителів візантійської столиці випороти захопоене в полон населення Принцевих островів, у тому числі біженців з Малої Азії, які ховались там від турецького наступу.
Це спонукало візантійський уряд запропонувати мирний договір, підписаний 4 жовтня 1302 року. Відповідно до його умов, венеційці повернули більшу частину своїх завоювань, але зберегли острови Кеа, Санторіні, Серіфос і Аморгос, які утримали за собою приватири, які їх захопили. Візантійці також погодилися відшкодувати венеційцям їхні втрати, зазнані під час різанини венеційців в Константинополі в 1296 році.

## Наслідки
Неспроможність візантійців у боротьбі з венеційською загрозою продемонструвала проблему розпуску флоту Андроніком. Острови Егейського моря швидко стали легкою мішенню для амбітних приватирів та авантюристів. Пізніше Андронік спробує відновити флот, але даремно. Останній етап військово-морської переваги Візантії підійшов до кінця